# Mariana de Jesús Torres
Mariana Francisca de Torres y Berriochoa, in religione Mariana de Jesús (Biscaglia, 1563 – Quito, 16 gennaio 1635), è stata una religiosa ecuadoriana.
Nota come Madre Mariana de Jesús Torres (da non confondere con Santa Mariana de Jesús de Paredes, vissuta sempre a Quito, nello stesso periodo, ma morta dieci anni dopo Mariana de Jesús Torres e appartenente a un altro ordine religioso), è stata una monaca di clausura ecuadoriana di origine spagnola, veggente, delle Concezioniste francescane. Il suo nome è legato alle apparizioni di Nostra Signora del Buon Successo avvenute nel XVII secolo a Quito in Ecuador. È in corso la causa di beatificazione

## Biografia
Mariana Francisca Torres y Berriochoa nacque in Spagna nel 1563 nella provincia basca di Biscaglia, non lontano dal confine con la Francia, in una famiglia dell'aristocrazia spagnola. All'età di sette anni dovette trasferirsi con la famiglia nella cittadina di Santiago di Compostela in Galizia, nella parte nord occidentale della Spagna. Ebbe la sua prima visione l'8 dicembre del 1572 all'età di nove anni, dopo aver ricevuto la Prima Comunione e dove la Beata Vergine Maria le comandò, come madre Mariana de Jesús narra, di entrare nell'ordine religioso dell'Immacolata Concezione (ossia nell'ordine delle Concezioniste Francescane, monache di stretta clausura dedite alla preghiera contemplativa, le quali tuttora sono giuridicamente legate ai frati minori e organizzate in case autonome rette da una badessa).

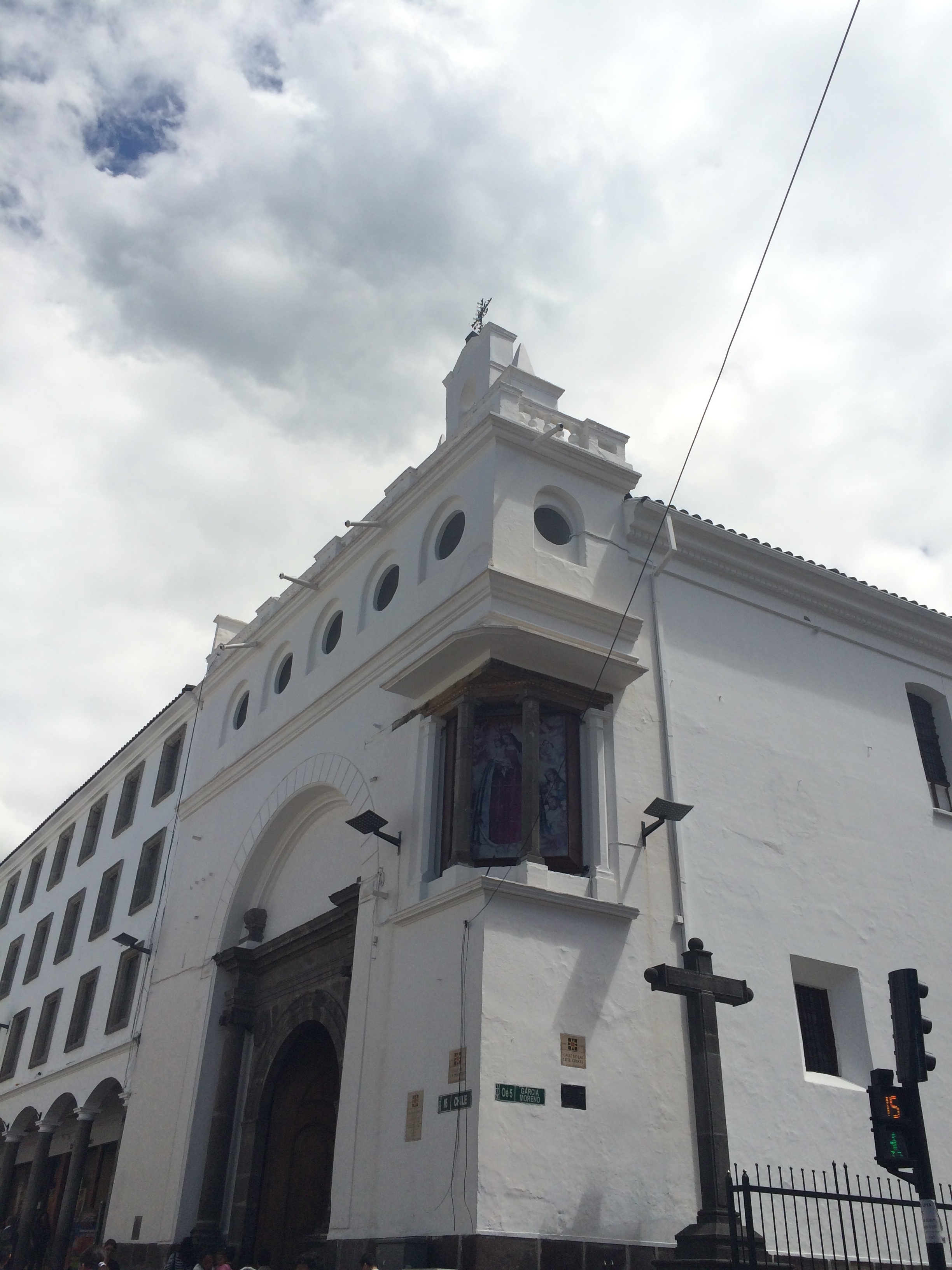
Chiesa dell'Immacolata Concezione a Quito.

Le fondatrici arrivarono a Quito il 30 dicembre 1577 e, il 13 gennaio successivo, il Vicario Provinciale dell'Ordine francescano ricevette i Voti di obbedienza delle fondatrici, col governo spirituale e temporale di un frate minore. Solenne fu la celebrazione della fondazione del Convento Reale dell'Immacolata Concezione, con grande partecipazione della città di Quito alla festa.

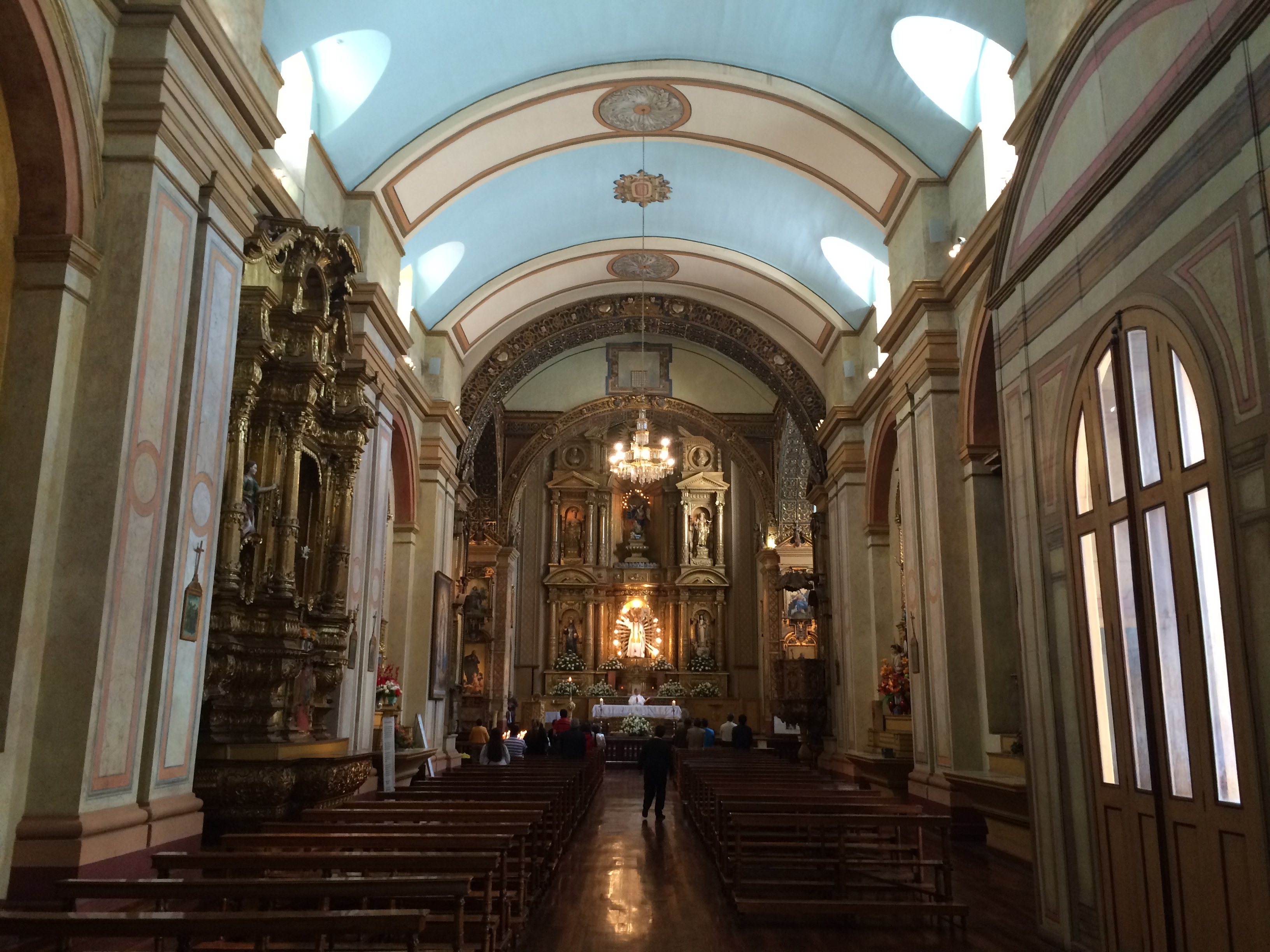
Interno della chiesa dell'Immacolata Concezione a Quito.

L'8 dicembre dello stesso anno 1577, quando Mariana Francisca aveva circa quindici anni, indossò l'abito di concezionista e iniziò la sua formazione religiosa. Nel 1578 emise i voti semplici e cambiò il suo nome da Mariana Francisca a Mariana de Jesús. Il 21 settembre 1579, all'età di sedici anni, si consacrò definitivamente con la professione religiosa solenne.
All'interno del convento, suor Mariana de Jesús Torres ebbe non solo delle apparizioni di Nostra Signora del Buon Successo, ma anche visioni terrificanti che sottoposero il suo corpo a sofferenze fisiche e spirituali. Ricevette infatti varie volte l'Estrema Unzione. Nel 1635 la sua salute peggiorò, l'undici gennaio perse i sensi e fu portata in infermeria. Ella sapeva che sarebbe spirata il 16 gennaio. In quella data, dopo essersi confessata e comunicata, ricevette l'Estrema Unzione. Alla presenza del vescovo e delle consorelle lesse il suo testamento dopodiché, stringendo al petto il Crocifisso, morì alle ore quindici del 16 gennaio 1635.

## Culto
L'8 agosto 1986 Antonio José González Zumárraga, arcivescovo di Quito, diede inizio alla causa di beatificazione di madre Mariana, affermando che aveva praticato tutte le virtù in modo eroico, e riconoscendo i doni soprannaturali e i carismi che aveva manifestato durante la sua vita.
Mons. Luis E. Cadena y Almeida fu nominato postulatore della Causa, e raccolse un'impressionante documentazione per testimoniare la santità della vita di madre Mariana, la veridicità delle profezie ricevute e per impegnarsi nella propagazione del culto di Nostra Signora del Buon Successo.
La festa di Nostra Signora del Buon Successo si celebra il 2 febbraio e la sua devozione fu approvata nel 1611. Nel 1911 l'arcidiocesi di Quito ottenne dalle autorità romane di poter incoronare la statua di Nostra Signora del Buon Successo, cosa avvenuta il 2 febbraio del 1991. 
Nello stesso anno la cappella del convento fu dichiarata santuario mariano.

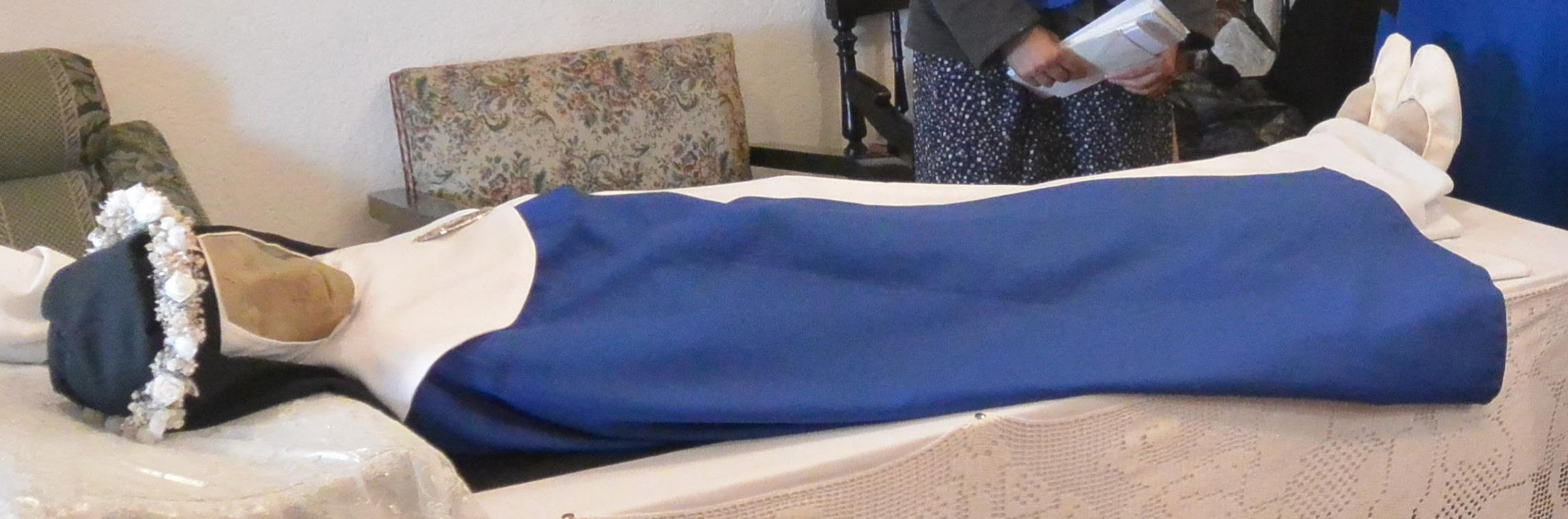
Corpo incorrotto di Madre Mariana de Jesús Torres conservato nel convento dell'Immacolata Concezione a Quito.

Durante i lavori di restauro del suo convento, l'8 febbraio 1906 la tomba di madre Mariana fu aperta e il suo corpo venne trovato incorrotto e completo.
La scismatica Chiesa Cattolica Palmariana, ha “canonizzato” la Serva di Dio il 27 marzo 2025 nella persona del loro papa Pietro III, senza un chiaro processo canonico per la Chiesa in questione.

## Apparizioni di Nostra Signora del Buon Successo

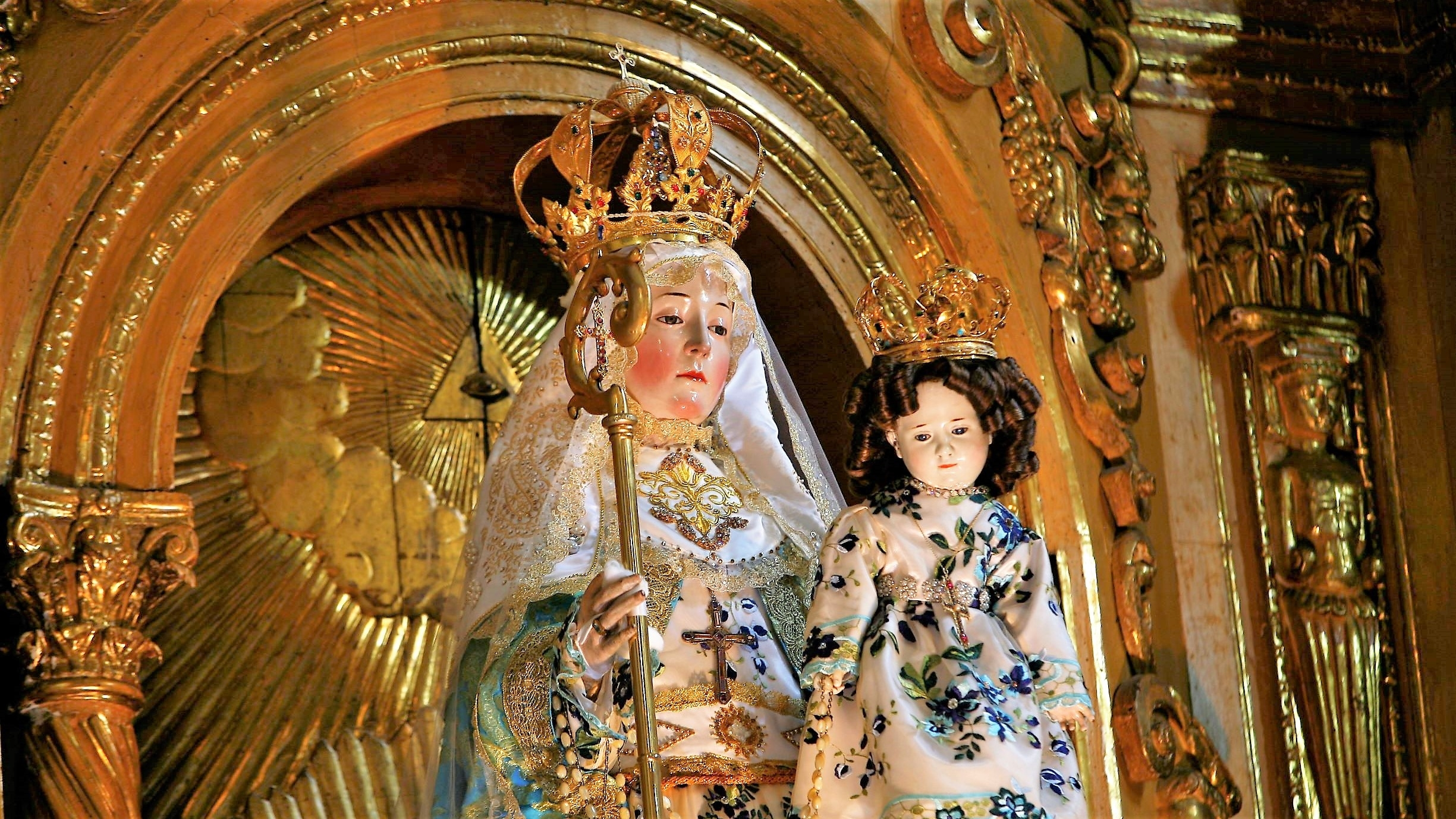
Primo piano della statua di Nostra Signora del Buon Successo nella chiesa dell'Immacolata Concezione a Quito

Madre Mariana de Jesús Torres riferì di aver avuto numerose apparizioni di Gesù, della Madonna  e degli angeli, iniziate fin dalla prima giovinezza.
Nell'anno 1582, mentre stava pregando davanti al tabernacolo, raccontò di aver visto tutta la chiesa immersa nel buio, nella polvere e nel fumo: mentre l'altare maggiore rimaneva illuminato, il tabernacolo si era aperto ed era apparso Gesù Cristo - così come descritto nella crocifissione sul Golgota - insieme alla Madonna, a San Giovanni apostolo e Maria Maddalena ai piedi della croce. Madre Mariana narrò anche di aver sentito la voce di Dio Padre dire: «Questo castigo sarà per il secolo XX» mentre, sopra la testa del Cristo agonizzante, sarebbero apparse tre spade con le scritte:  «Punirò l'eresia»  «Punirò l'empietà» «Punirò l'impurità».
Nel 1588 la Madonna le avrebbe preannunciato sofferenze fisiche e spirituali. Il 2 febbraio 1594 si sarebbe presentata come Madre del Buon Successo, e il 16 gennaio 1599 avrebbe preannunciato che nel XIX secolo nel suo Paese sarebbe stato eletto un Presidente cristiano: nel 1861 fu eletto alla presidenza il cattolico Gabriel Garcia Moreno. 

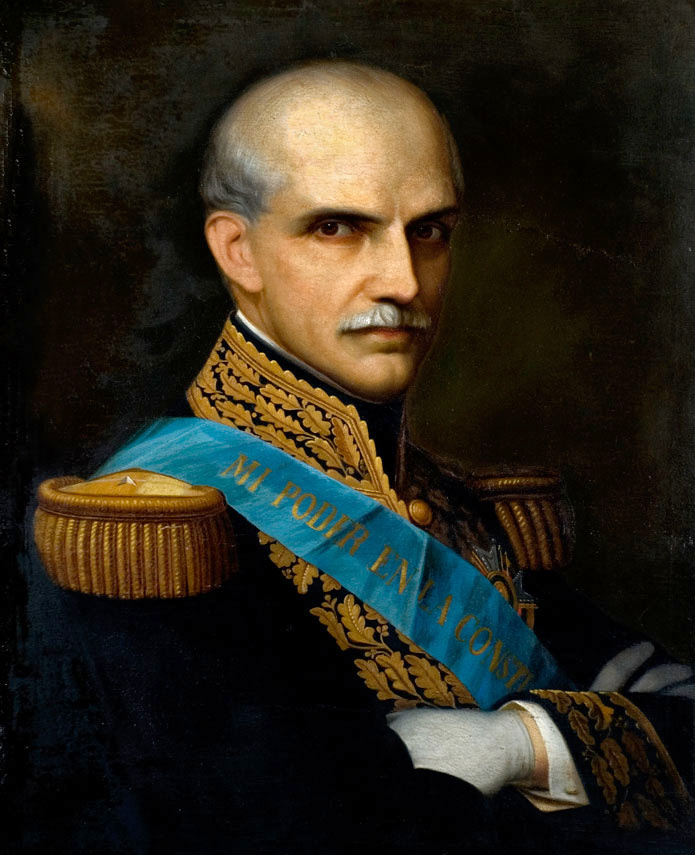
Ritratto di Gabriel Garcia Moreno

Madre Mariana riferì anche il desiderio della Madonna di vedere realizzata una statua che la doveva rappresentare insieme al Bambino, per simboleggiare la loro protezione sul convento. Nel 1610 le sarebbe stato rivelato che nel suo Paese, dalla fine del XIX secolo, ispirati da Satana e dalle sette anticlericali, sarebbero esplose la persecuzione nei confronti della Chiesa, dei suoi ministri e dei Sacramenti, e una generale corruzione dei costumi. 

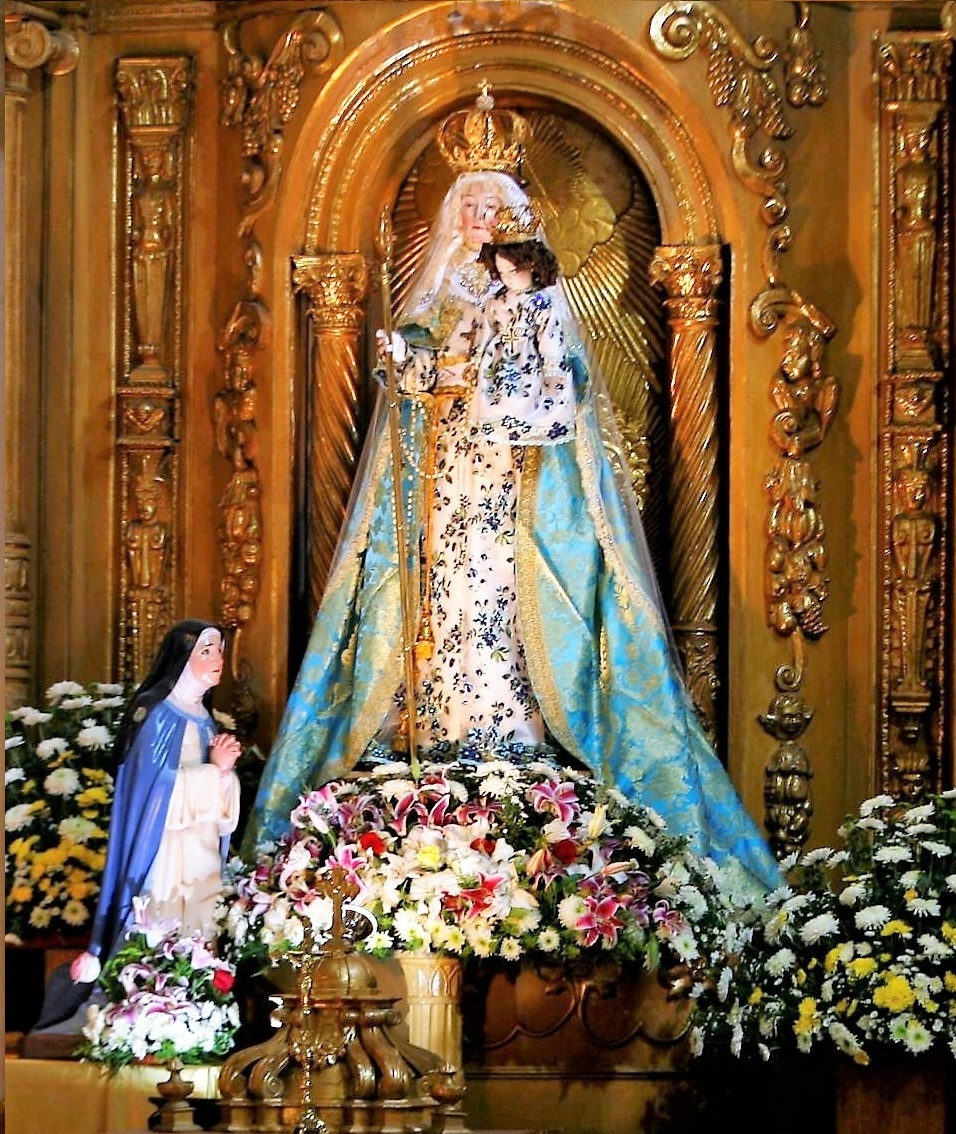
La statua di Nostra Signora del Buon Successo nella chiesa dell'Immacolata Concezione a Quito

Il 2 febbraio 1611 il vescovo consacrò e benedisse la statua con il nome di "Maria del Buon Successo della Purificazione o Candelora". L'8 dicembre 1634 la Madonna avrebbe preannunciato a madre Mariana la fine della sua vita mortale, ricordandole inoltre l'importanza, per la salvezza delle anime, dei sacramenti della penitenza e dell'eucaristia, e come dalle preghiere incessanti dei monasteri e dei conventi sarebbero scaturite la conversione dei peccatori e la salvezza delle Nazioni dai terribili castighi della Giustizia divina.

## Testimonianze storiche

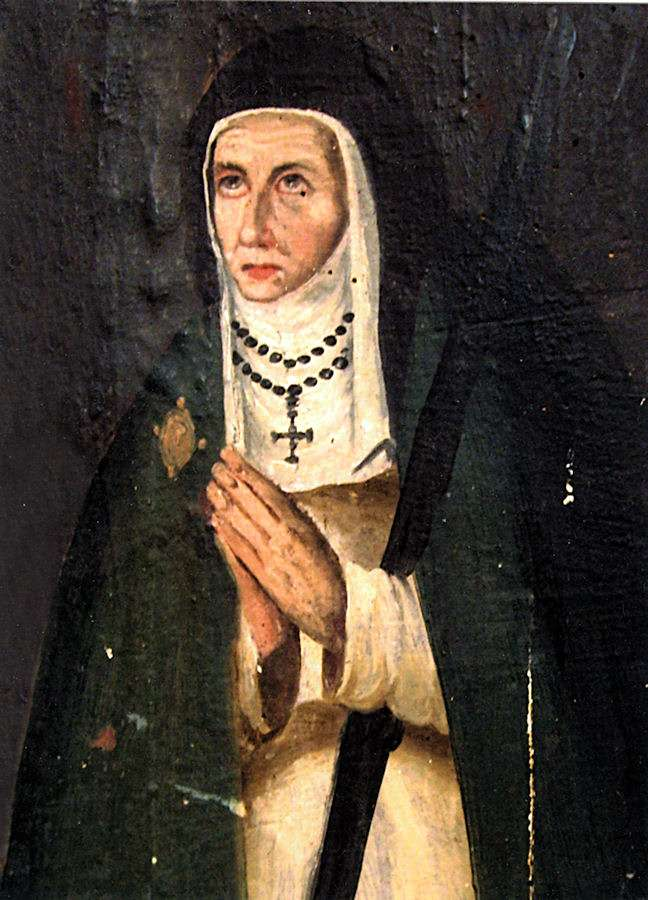
Quadro d'epoca che rappresenta Madre Mariana de Jesús Torres

L'arcivescovo di Quito, mons. Antonio José González Zumárraga, nel discorso pronunciato l'8 settembre 1997, alla celebrazione conclusiva del processo di beatificazione e canonizzazione della Serva di Dio Mariana de Jesús Torres, svoltasi nell'arcidiocesi di Quito, citò vari autori storici anche coevi alla Serva di Dio Mariana de Jesús, quali ad esempio:
- Diego Rodríguez Docampo, che nelle sue "Relazioni geografiche delle Indie", pubblicato a Quito nel 1650, dice di Madre Mariana de Jesús Torres: «E colei che più rifletté la luce di lui [Gesù Cristo]: [manifestò] la fede e l'obbedienza, la penitenza e il dono della preghiera, il sentimento e la devozione verso Nostro Signore Gesù Cristo e l'amore e la riverenza che sempre dimostrò per il nome di Gesù e per la Sua Nascita; Mariana de Jesús, fu una delle prime che da bambina prese l'abito; visse e morì dando un buon esempio, sia spiritualmente che nella vita terrena, nonché nel governare [il suo convento], essendo stata più volte badessa [e] le sue suppliche e preghiere furono accolte dalla Divina Maestà e ottennero dalla Sua misericordia ciò che chiedevano. La sua morte fu placida e santa come lo fu la sua vita».
- Il frate Manuel Sousa Pereira che scrisse, intorno al 1790, la "Vita ammirabile della Rev. Madre Mariana de Jesús Torres, spagnola e una delle fondatrici del Monastero dell’Immacolata Concezione nella città di Quito", testo tuttora ristampato e molto accurato.[3]

Mons. Luis E. Cadena y Almeida scrive nel libro A Spanish Mystic in Quito: Sor Mariana de Jesus Torres:
- L'ultimo testamento di Madre Mariana, che lesse personalmente sul letto di morte, affermava che aveva stilato una narrazione della propria vita, scritta per obbedire ai suoi direttori spirituali e ai vescovi di Quito. Questo resoconto scritto ricevette l'approvazione del reverendo Pedro de Oviedo, decimo vescovo di Quito, che governò la diocesi dal 17 gennaio 1630 al 1646.
- I padri francescani, che seguivano spiritualmente le suore del convento dell'Immacolata Concezione, scrissero le biografie delle suore che più di tutte si erano distinte per santità. Tutte queste biografie furono conservate insieme in un grande volume, noto come "El Cuadernon".

Tali documenti andarono perduti, ma i primi biografi vi poterono accedere e in modo particolare vi poté attingere il già citato padre Manuel Sousa Pereira, vissuto un secolo dopo madre Mariana de Jesús. Infatti, padre Manuel Sousa Pereira ha il merito di aver fornito una grande ricchezza di dettagli presi proprio da quelle opere oramai perdute, preservando il loro contenuto e trasmettendolo ai posteri.